# Nachal Jišaj
Nachal Jišaj (hebrejsky נחל ישי) je vádí na Západním břehu Jordánu a v jižním Izraeli, v Judské poušti.
Začíná v nadmořské výšce okolo 300 metrů, na jižních úbočích hory Micpe Kedem v pouštní neosídlené krajině na Západním břehu Jordánu. Odtud směřuje k jihovýchodu, přičemž se postupně zařezává do okolního terénu a přijímá četná boční vádí. Pak klesá strmě do příkopové propadliny Mrtvého moře, přičemž vstupuje na území Izraele v mezinárodně uznávaných hranicích. Zde vytváří mohutný kaňon, který ze jihu lemuje hora Har Jišaj, ze severu stejně vysoké náhorní planiny. V prudce klesajícím a turisticky využívaném údolí se nachází několik skalních stupňů s vodopády. Vodopád Mapal Nachal Jišaj (מפל נחל ישי) je druhý nejvyšší v Izraeli. Pak vádí podchází dálnici číslo 90 a ústí do Mrtvého moře, cca 4 kilometry severovýchodně od kibucu Ejn Gedi.